# Glasslite
A Glasslite (Glasslite S.A. Indústria de Plásticos) foi uma empresa brasileira fabricante de brinquedos.

## História
A empresa foi fundada em 27 de dezembro de 1968, sediada no bairro da Mooca, na cidade de São Paulo, como Glasslite Indústria de Plásticos LTDA. Seu fundador foi o japonês Yasuo Yamaguchi. A fabricante de brinquedos utilizava um baixo teor de vidro em seus produtos (glass em inglês significa vidro e lite significa leve, daí a junção forma a palavra "Glasslite"), certamente é por este motivo que Yasuo Yamaguchi escolheu esse nome para a empresa.
Entre o final da década de 1960 e início de 1970, embora ainda não fabricasse brinquedos, a Glasslite já era uma empresa plenamente estabelecida na indústria de plásticos, oferecendo um extenso catálogo de utensílios domésticos.
Em 1980, houve a abertura do capital para outros investidores, o que finalmente tornava a Glasslite uma sociedade anônima. Além disso, a empresa investiu em parcerias com empresas como Kenner e Galoob.
Em seu auge, a Glasslite chegou a ter filiais em outras quatro cidades: Rio de Janeiro, Belo Horizonte, Curitiba e Recife.

### Crise financeira e falência
No início da década de 1980, a empresa passou por crise financeira pela primeira vez, sobrevivendo com a venda de produtos licenciados de séries de televisão, como A Super Máquina, Buck Rogers, CHiPs e Esquadrão Classe A.
A Glasslite fez sucesso com bonecos e acessórios de personagens de tokusatsu como Jiban, Jiraiya, Changeman e muitos outros. Lançou vários brinquedos temáticos sobre seriados, filmes e desenhos animados, além de diversos produtos associados à imagem de artistas como Eliana, Gugu Liberato e Carla Perez.
Na década seguinte, com a abertura do mercado nacional de brinquedos para o mercado estrangeiro, os problemas financeiros da Glasslite voltaram a se agravar a partir de 1992. Pela segunda vez, a empresa pediu concordata. Conseguiu a recuperação novamente através de produtos licenciados, como os da série Rambo.
No entanto, após enfrentar novas dificuldades, a Glasslite decretou a falência em 2005.

## Produtos
- Fabriquinha de Sorvete
- Maquininha de Bordar
- Maquininha de Escrever
- Trancinhas da Sorte
- Ursinho Gelado

### Carrinhos
- Animal – Pick-Up Fúria
- Auto-Ban
- Brin Kart
- Búfalo G * 500 (escavadeira/trator)
- Clube das Máquinas
- Drag Monster
- Expressinho / Entrega Rápida
- Fórmula 1 - Grand Prix
- Hot Car - Porsche
- Lança Mísseis
- Mercedes C *111 * GT
- Polícia Maluca
- Super Patrol
- Super Máquina
- Viagem Lunar (foguete)
- Caminhão Carga Pesada com grafismo na carreta (Panamericano) ou (Minuano)"
- "Fusca Bala"

### Jogos
- Batalha Naval
- Bate Monster
- Pega-Peixe[4]
- Rally - A Corrida Contra o Tempo
- Jogo do Hamburguer

### Séries
- Águia de Fogo
- Black Kamen Rider
- Buck Rogers
- Carro Comando
- Chips
- Digimon
- Dinosaucers
- Duro na Queda
- Esquadrão Classe A
- Galaxy Rangers
- Guerreiras Mágicas de Rayearth
- Jaspion
- Jiban
- Jiraya
- Kamen Rider Black RX
- Lion Man
- MacGyver
- O Senhor dos Anéis: A Sociedade do Anel
- Os Simpsons
- Pokémon
- Rambo
- Ratos Motoqueiros de Marte
- Robocop
- Shurato
- Spielvan
- Solbrain
- Star Wars
- Super Máquina
- Thundercats
- Trovão Azul
- Winspector